# Feuerwehrschulen in Österreich
Die Feuerwehrschulen in Österreich sind auf die einzelnen Bundesländer aufgeteilt. Die Feuerwehrschulen haben aber nicht nur die Aufgaben der Schulung von Feuerwehrmitgliedern. Neben Tätigkeiten, die einer normalen Feuerwehr, die bei größeren Einsätzen, die ortsansässigen Feuerwehren unterstützen, führen sie auch oft kleine Forschungs- und Entwicklungsarbeiten im Rahmen ihrer Möglichkeiten durch. Ebenso werden auch Sachverständigen- und Gutachtertätigkeiten durchgeführt.
Weiters dient die Feuerwehrschule auch als überregionales Katastrophenlager, wo beispielsweise von Sandsäcken bis zu großen Notstromaggregaten alles für den Katastrophenhilfsdienst in Containern vorrätig gehalten wird.
Meist ist auch eine Alarmzentrale, die je nach Bundesland verschiedene Gebiete für die Alarmierung zuständig ist. Auch die Landeswarnzentralen der einzelnen Bundesländer haben hier einen ihrer Standorte, so dass sie auch jederzeit für Katastropheneinsätze für eine Koordinierung aller Einsatzkräfte zuständig sind.
Da die Feuerwehrmitglieder je nach Bundesland oft eine lange Anfahrtszeit zur Feuerwehrschule haben, sind auch Übernachtungsmöglichkeiten in der Schule vorhanden. Dies hat sich aber in den letzten Jahrzehnten stark geändert. Wurden die Auszubildenden früher kaserniert, so sind durch die geänderte Arbeitswelt oft nur kurze Ausbildungseinheiten möglich, wo keine Übernachtung notwendig ist.

## Standorte von Feuerwehrschulen

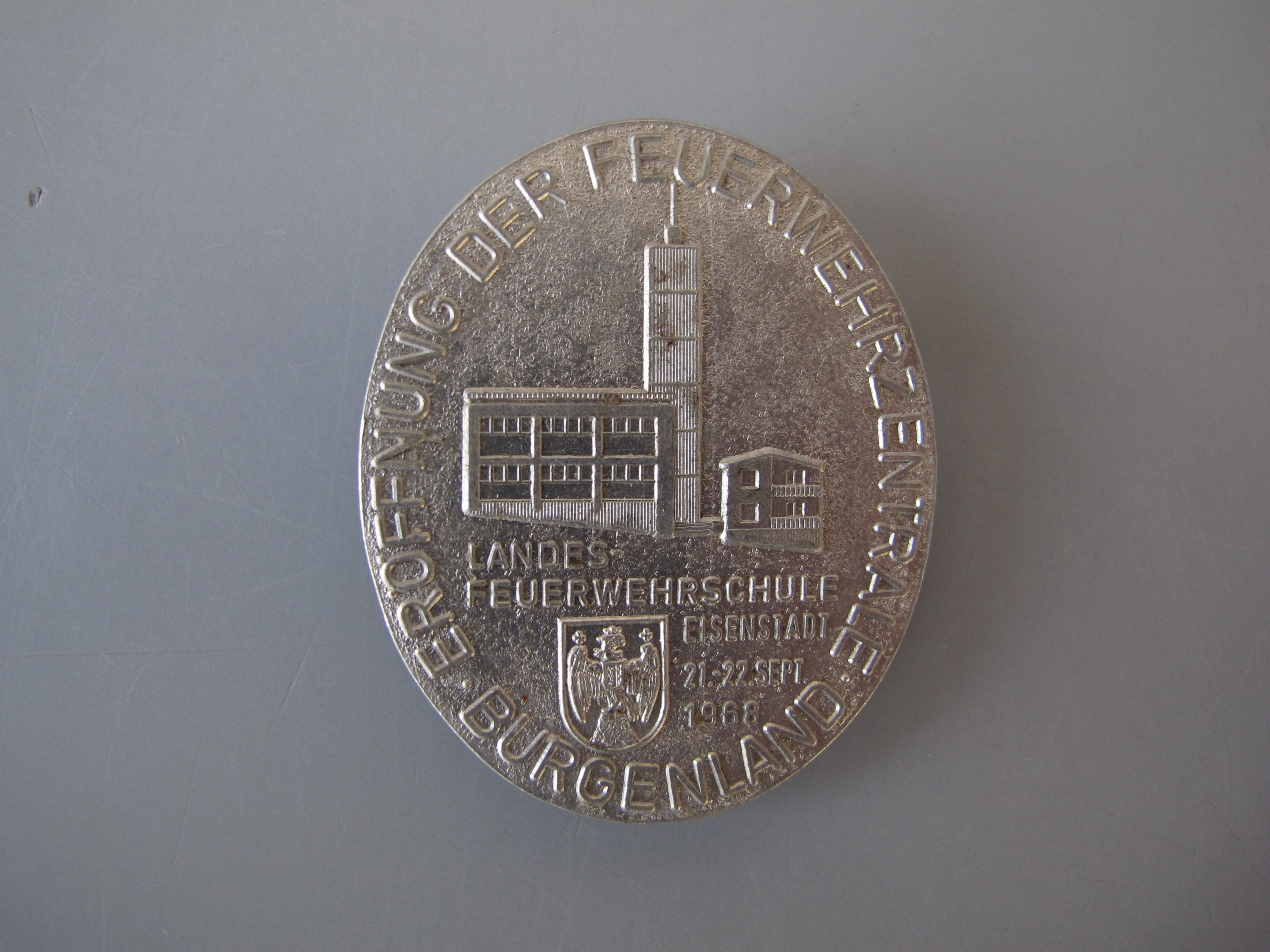
Landesfeuerwehrschule Burgenland 1968

### Burgenland
Die Feuerwehrschule für die Mitglieder der burgenländischen Feuerwehr ist in Eisenstadt situiert.
Die Burgenländer hatten ab 1936 die Möglichkeit die niederösterreichische Feuerwehrschule, die zu dieser Zeit in Wiener Neustadt beheimatet war, zu besuchen. Für April 1938 war ein Baubeginn einer eigenen Schule geplant. Der dazwischen kommende Anschluss und der folgende Krieg machten diese Pläne zunichte und es wurde weiterhin Wiener Neustadt, auch für Frauen, als Ausbildungsstätte benützt. Im Jahr 1947 richtete Landesfeuerwehrkommandant Viktor Horvath in Oberberg-Eisenstadt im alten Propsteigebäude, dem heutigen Haus der Begegnung das Landesfeuerwehrkommando und die Feuerwehrschule ein.
Eine neue Schule wurde zwar schon im Jahr nach dem Staatsvertrag geplant. Realisiert konnte sie aber erst unter Horvath Nachfolger Ladislaus Widder im Jahr 1968 werden. Gebaut wurde sie am Stadtrand Eisenstadts in Richtung Leithagebirge. Im Jahr 1974 konnte der Bau durch die Errichtung eines Brandhauses erweitert werden. Es war auch immer bei der Feuerwehrschule das Kommando und die Landeswarnzentrale beheimatet. 1979 wurde auch das burgenländische Feuerwehrmuseum auf dem Areal eingerichtet.

#### ProjektBrand Ház
Nachdem das alte Brandhaus, in dem bereits seit 1975 eine gemeinsame Ausbildung von burgenländischen und ungarischen Feuerwehrmitgliedern stattfand, nicht mehr benützt werden konnte, wurde mit Unterstützung der EU im Jahr 2009 ein Projekt gestartet, dass die Errichtung eines neuen Brandhauses zur gemeinsamen Ausbildung mit den Mitgliedern aus dem Komitats Győr-Moson-Sopron zum Ziel hat. Partner des Projektes creating the future sind der burgenländische Landesfeuerwehrverband als Lead-Partner und die Berufsfeuerwehr Sopron als Project-Partner.
Das Brandhaus (geplante Ausführung nach DIN-Norm 14097) wird auf dem Areal der bestehenden Landesfeuerwehrschule errichtet und besteht aus einem Stahlbetonbau mit Keller und drei Geschoßen. Über Beobachtung mittels Wärmebildkameras am Steuerstand und entsprechenden Sicherheitseinrichtungen gewährleistet man hohe Sicherheit für die Schulungsteilnehmer.
Der Bau der Schule mit dem Heißausbildungszentrum wurde im Herbst 2010 fertiggestellt und nach einem Probebetrieb im April 2011 eröffnet.

### Kärnten
Die Landesfeuerwehrschule Kärnten hat ihren Sitz beim Landesfeuerwehrkommando Kärnten in der Rosenegger Straße in Klagenfurt und bietet mit über 150 unterschiedlichen Lehrveranstaltungen ein breites Aus- und Weiterbildungsprogramm für die Kärntner Feuerwehrmitglieder an. Darüber hinaus ist die Aus- und Weiterbildung von Zivilpersonen am Sektor des „Betrieblichen Brandschutzes“ ein wesentliches Segment des Programms dieser Landesfeuerwehrschule.
Die Landesfeuerwehrschule ist die zentrale Bildungseinrichtung der Kärntner Feuerwehren zur Sicherstellung der kameradschaftlichen Aufgabenerfüllung im Brand-, Gefahren- und Katastrophenschutz.
Das modulare Ausbildungssystem der Landesfeuerwehrschule Kärnten, welches auf einer absolvierten Grundausbildung (Truppführerausbildung) aufbaut, bietet die Möglichkeit, unterschiedliche Bereiche des Feuerwehreinsatzes in Theorie und Praxis kennenzulernen und die Fertigkeiten auszubauen und zu vertiefen. Dabei sollen die Teilnehmer praktische Erfahrungswerte sammeln, die nachhaltige Mehrwerte für ihre Tätigkeit im Rahmen von Einsätzen mit sich bringen.
Über 5.000 Kursteilnehmer sind pro Jahr an der Landesfeuerwehrschule Kärnten zu verzeichnen.
Die Landesfeuerwehrschule Kärnten hat sich im Besonderen auf die Atemschutz-, und die damit in Verbindung stehende Heißausbildung, spezialisiert. Neben optimalen Übungsmöglichkeiten, die ein gas- und ein echtbefeuertes Brandübungshaus, einen Realbrand-Container sowie ein modernes Infrastrukturgebäude umfassen, hat sich das Trainerteam intensiv mit dieser Thematik befasst.

### Niederösterreich
Die erste Feuerwehrschule in Niederösterreich wurde unter Landesfeuerwehrkommandant Ernst Polsterer, als dritte in Österreich, in Wiener Neustadt errichtet und begann im März 1933 ihren Ausbildungsbetrieb. Die Feuerwehr-Fachschule wurde vom damaligen Hauptmann-Stellvertreter der Feuerwehr Wiener Neustadt, Erich Lauberer, geleitet. Der Lehrplan umfasste vorläufig Führer-, Chargen-, Maschinisten-, Rauchschutz-, Rohrführer- sowie Amtswalterkurse. Auch in der Zeit des Nationalsozialismus bestand diese Schule als Feuerwehrschule des Reichsgaues Niederdonau. Die damals eingeführte Ausbildungsvorschrift für den Feuerwehrdienst Die Löschgruppe 1:8 gilt im Groben aktuell noch immer. Im Jahr 1943 trafen allerdings die ersten Bomben die Schule, 1945 war sie endgültig zerstört.
Im Juni 1947 konnte die Schule in Wiener Neustadt wieder eröffnet werden. Im Jahr 1950 übersiedelt sie aber endgültig nach Tulln, obwohl sich auch andere Städte dafür beworben hatten. Vorerst im ehemaligen Minoritenkloster untergebracht, wurde im Jahr 1957 ein Neubau in der Nussallee bezogen. Schulleiter war nach dem Krieg der spätere Landesfeuerwehrkommandant Karl Drexler. Später wurde Karl Lurf als Leiter eingesetzt. Im Jahr 1954 wurde die Feuerwehrschule unter dem Landesfeuerwehrkommandanten Drexler, bisher Landesverbandschule, direkt der Landesregierung unterstellt, die damit auch die Finanzierung übernahm. Die Schule, die im Zentrum Tulln lag, wurde mehrmals umgebaut und erweitert.

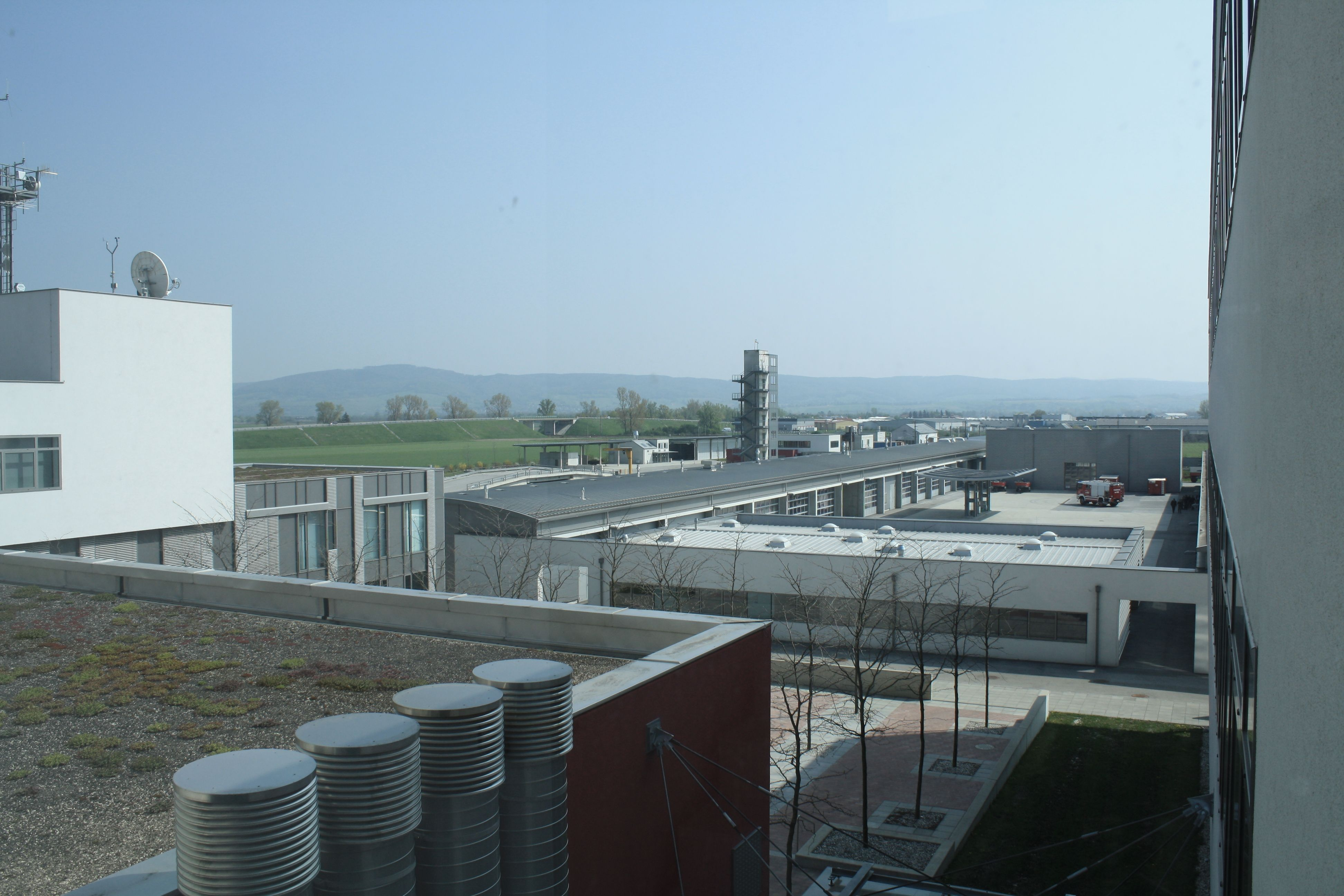
Übungszentrum der neuen Landesfeuerwehrschule in Tulln

Als jedoch keine Erweiterungen mehr möglich waren, wurde 2004 mit dem Bau einer neuen Feuerwehrschule begonnen. Im Jahr 2006 wurde sie eröffnet. Diese ist auf einem Areal von 80 ha in etwa vier Mal so groß wie die bisherige Feuerwehrschule. Der neue Standort befindet sich am östlichen Stadtrand von Tulln Richtung Langenlebarn. Zusätzlich zu den Lehrsälen für die theoretische Ausbildung wurden zahlreiche Übungsobjekte errichtet, wie ein Brandhaus, Eisenbahnwaggons, Fahrzeugwracks, die in einem Übungsteich für Taucher versenkt werden können oder einen Übungstunnel. Dadurch können für die praktische Ausbildung die verschiedensten Szenarien dargestellt werden. Zum Zeitpunkt der Eröffnung galt sie als eine der modernsten in Europa.
Um das ganze Objekt als Sicherheitszentrum für das Land Niederösterreich einsetzen zu können, sind hier ebenfalls das NÖ Landesfeuerwehrkommando, der NÖ Zivilschutzverband, die Landesstelle für Brandverhütung, die Abteilung Feuerwehr und Zivilschutz der NÖ Landesregierung sowie die NÖ Landeswarnzentrale untergebracht. Für das ganze Objekt wurden 44 Millionen Euro aufgewendet.
Im Jahr 2011 wurde ein europaweit einzigartiges Trainingszentrum gemeinsam mit dem in Niederösterreich ansässigen Gasversorger EVN errichtet und 2013 erweitert, in dem die Ausbildung bei Gasunfällen sowohl für die Feuerwehr als auch den Einsatztrupps der EVN realitätsnah durchgeführt werden kann.

#### Lehrgänge
Einzelne Lehrgänge, vor allem die der Grundausbildung auf bestimmten Gebieten wie für die Truppführer, der Wasserdienst, den Atemschutz und Feuerwehrfunk werden in den einzelnen Feuerwehren durchgeführt. Die weiterführenden werden aber alle in der Feuerwehrschule selbst abgehalten.
Die Lehrgänge werden mehr und mehr als Tages- oder Abendseminare in Form von einzelnen Modulen durchgeführt, um auf die geänderten Berufsbedingungen der Feuerwehrangehörigen zu reagieren. Da diese auch geblockt besucht werden können, d. h. mehrere Abschnitte direkt hintereinander, ist es den Feuerwehrmitgliedern möglich in einem Gästehaus mit 100 Betten (36 Doppel- & 28 Einzelzimmer) kostenlos zu übernachten.
Seit 2007 werden an der Feuerwehrschule auch die UN Fire Fighter Basic Level Courses (UN FFBLC), abgehalten. In diesen wird die Ausbildung für vorbeugenden und abwehrenden Brandschutz der Brandschutzeinheiten der Vereinten Nationen an allen Standorten weltweit durchgeführt.

#### Schulleitung
Leiter der Schule ist seit November 2010 Franz Schuster, als Stellvertreter wurde Markus Bauer ernannt.
Frühere Schulleiter waren:
- 1933–1946: Erich Lauberer
- 1946–1947: Josef Strobel (provisorisch)
- 1947–1951: Karl Drexler (provisorisch)
- 1951–1954: Karl Lurf
- 1954–1955: Walter Krumhaar (stellvertretend)
- 1955–1957: Karl Lurf
- 1957–1959: Walter Krumhaar (stellvertretend)
- 1959–1961: Leopold Kappel[12]
- 1961–1965: Walter Krumhaar (stellvertretend)
- 1965–1971: Johann Schmid (davon 1965–69 provisorisch)
- 1971–2000: Walter Ernst (davon 1971–72 provisorisch)
- 2001–2010: Friedrich Eigenschink

### Oberösterreich

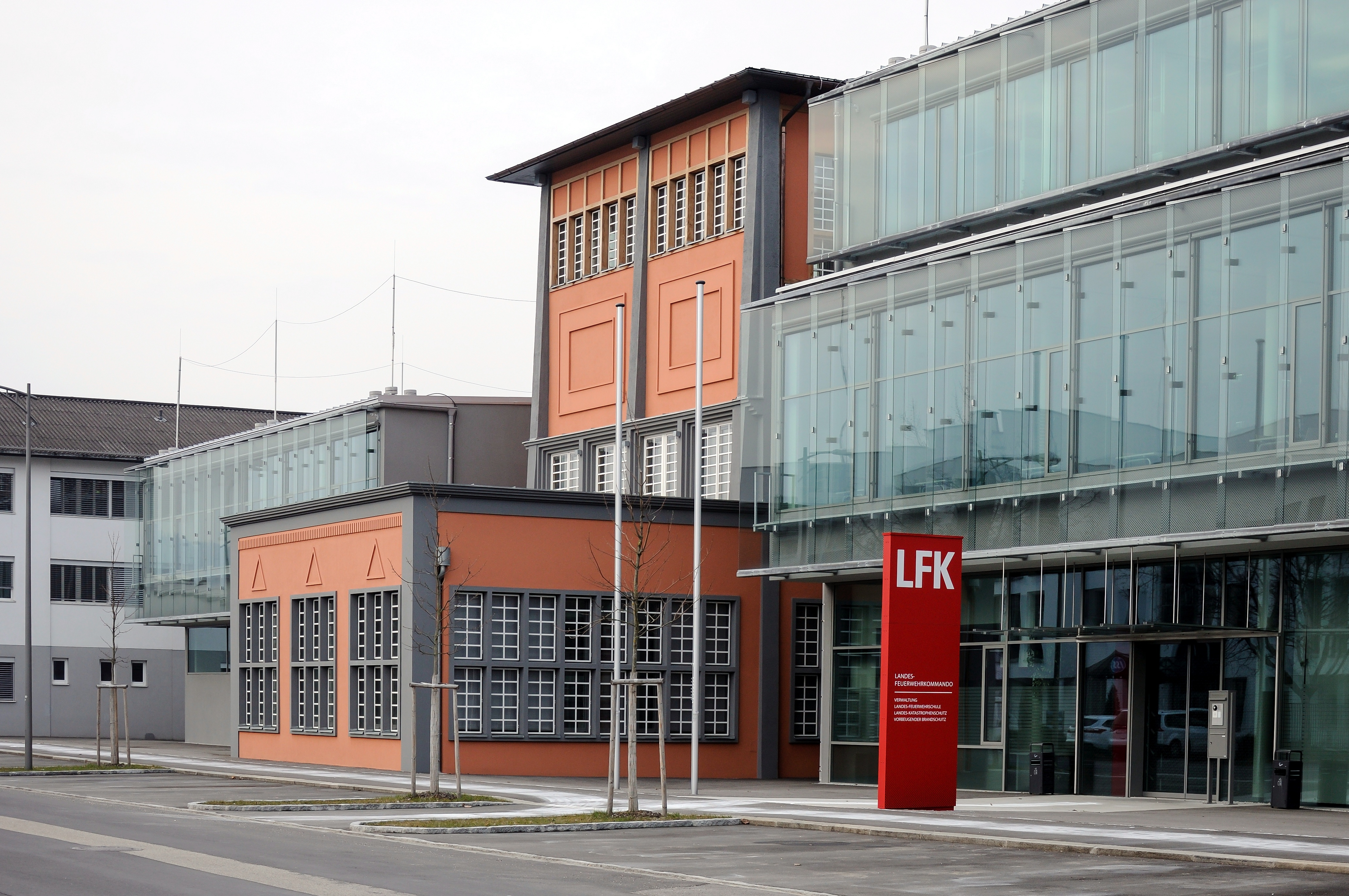
Oberösterreichischer Landesfeuerwehrverband mit angeschlossener Schule

Bereits 1898 wurde beschlossen, eine gemeinsame Ausbildung für Oberösterreich in der Feuerwehrzentrale in Linz durchzuführen. Da der oberösterreichische Landtag aber keine finanziellen Mittel bereitstellt, scheitert dieses Projekt. Erst 1921 können die ersten Landesfachkurse regelmäßig in Linz abgehalten werden. Gegründet wird sie offiziell im Jahr 1927 als erste Feuerwehrschule des deutschsprachigen Bereiches. 1929 wird durch Adaptierungen in der aufgelassenen Permanganatfabrik innerhalb von fünf Monaten die Feuerwehrschule unter Landesrat Johann Kreilmayr eingerichtet. In den Kriegsjahren erfolgt die Ausbildung der Feuerschutzpolizei bis zum Unteroffiziersrang. Da die Schule nach dem Krieg durch US-Truppen besetzt war, konnten nur Wanderlehrgänge abgehalten werden. Im September 1948 kann sie jedoch bereits neuerlich eröffnet werden. Unter Landesbranddirektor Johann Huber wurde am Standort von Landesfeuerwehrkommando und Landesfeuerwehrschule 1995 bis 2011 ein umfangreiches Bauprogramm realisiert, das sich über vier Bauabschnitte erstreckte.
Die Schule ist eine Schule des Oberösterreichischen Landesverbandes und befindet sich in Linz.
Mit Ausnahme der Grund-, Funk-, Maschinisten- und Jugendbetreuerlehrgänge finden alle Lehrgänge in Linz statt. Derzeit absolvieren jährlich über 9.000 Personen Lehrgänge aus dem rund 60 verschiedene Lehrgänge umfassenden Kursprogramm.
Im Jahr 2002 fanden am Standort der Oö. LFS 169 Lehrgänge mit 6.537 Teilnehmern, weiters 31 Grundlehrgänge mit 1.558 und 25 Funklehrgänge mit 984 Teilnehmern als Außenveranstaltungen in den Bezirken statt. Seit ihrer Eröffnung wurden an ihrem Standort 275.189 Feuerwehrleute auf allen Gebieten des Feuerwehrwesens ausgebildet.
Zusätzlich zum Leiter sind sechs Angestellte mit der Organisation des Schulungsprogramms betraut. Lehrgangsadministration, Lehrmittelvorbereitung, Skriptenerstellung, Bewerbsadministration und Standesführung sind Aufgabenbereiches des Sekretariates. Drei Ausbilder und Vortragende sind für die Wartung und Einsatzbereitschaft der Fahrzeuge und Geräte der LFS zuständig. Ergänzt wird das Team durch zehn Gastausbilder von Freiwilligen Feuerwehren, Zivildienern in den Werkstätten und einer Reihe von Gastvortragenden und selbstverständlich allen hauptberuflichen Mitarbeitern des Oö. LFV.
Weiterer Standort der Feuerwehrschule ist der Linzer Winterhafen mit dem Bootshaus.

### Salzburg
Für das Bundesland Salzburg befindet sich die Landesfeuerwehrschule neben dem Flughafen und dem Hangar-7.

### Steiermark

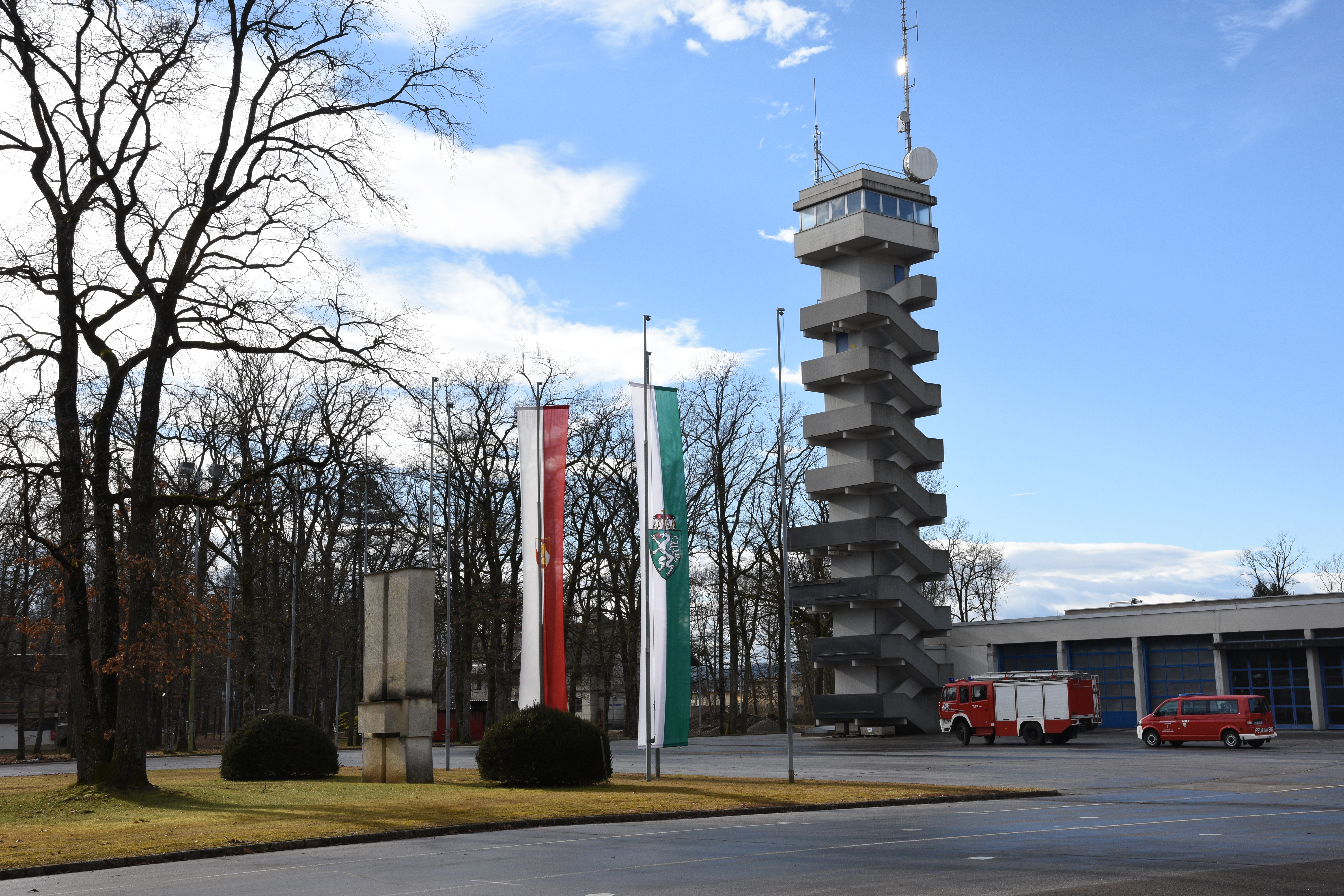
Landesfeuerwehrschule Steiermark in Lebring-St. Margarethen

In der Steiermark findet die Ausbildung in der Feuerwehr- und Zivilschutzschule, in Lebring-Sankt Margarethen statt. Seit Jänner 2009 ist sie dem Landesfeuerwehrverband unterstellt. Davor war sie der Abteilung 7b – Katastrophenschutz der steiermärkischen Landesregierung unterstellt.
Auf dem Gelände ist auch das Landesfeuerwehrkommando Steiermark beheimatet, sowie die Funkstation Florian Steiermark, welche die Landesleitzentrale der Feuerwehr für die gesamte Steiermark ist.
Übungen mit PFAS-hältigen Löschmitteln der Landesfeuerwehrschule gelten als Ursache von Verunreinigungen des Grundwassers und des Trinkwassers im Leibnitzerfeld.

### Tirol
Für das Bundesland Tirol ist sowohl die Landesfeuerwehrschule als auch der Landesfeuerwehrverband in Telfs beheimatet.
Nach der Gründung des Landes-Feuerwehrverbandes Tirol im Jahre 1872 und dem Erlass einer einheitlichen „Feuerpolizei- und Feuerwehrordnung für die gefürstete Grafschaft Tirol“ im Jahre 1881 nahm im Feuerwehrwesen auch die technischen Anforderungen stetig zu. Eine einheitliche Ausbildung zu den Gerätschaften gab es nicht.
1927 folgte die Herausgabe des „Leitfadens der Feuerwehren Tirols“, ein Ausbildungswerk mit vielen Ausbildungen, das als Grundlage für die theoretische und praktische Schulungen bildete. Durch die Zunahme der Anzahl an Motorspritzen wurde der Wunsch nach eigenen Lehrgängen immer größer. 1929 fand im Bezirk Schwaz der 1. Maschinistenlehrgang statt, weitere Lehrgänge in den Bezirken folgten, sowohl die praktische als auch die theoretische Ausbildung wurde ausgeweitet.
1943 wurde in Innsbruck-Wilten (St. Bartlmä) eine eigene Ausbildungsstätte, die „Feuerwehrschule des Reichsgaues Tirol-Vorarlberg“ eröffnet, die Gründung der 1. Feuerwehrschule Tirols. Leider wurde die Schule bereits kurz nach der Eröffnung durch Bombenangriffe schwer beschädigt, so wurde die Feuerwehrschule provisorisch im Gasthof „Judenstein“ in Rinn untergebracht.
1953 konnte endlich in Innsbruck-Reichenau die neue „Landes-Feuerwehrschule Tirol“ offiziell seiner Bestimmung übergeben werden. Angesichts diverser Umbauten und Erweiterungen blieb dieser Standort bis ins Jahre 2001 bestehen, dann folgte die Übersiedelung an den aktuellen Standort der Landes-Feuerwehrschule Tirol in Telfs.

### Vorarlberg
Die Feuerwehrschule Vorarlberg ist im Landesfeuerwehrverband in Feldkirch-Altenstadt untergebracht.

### Wien

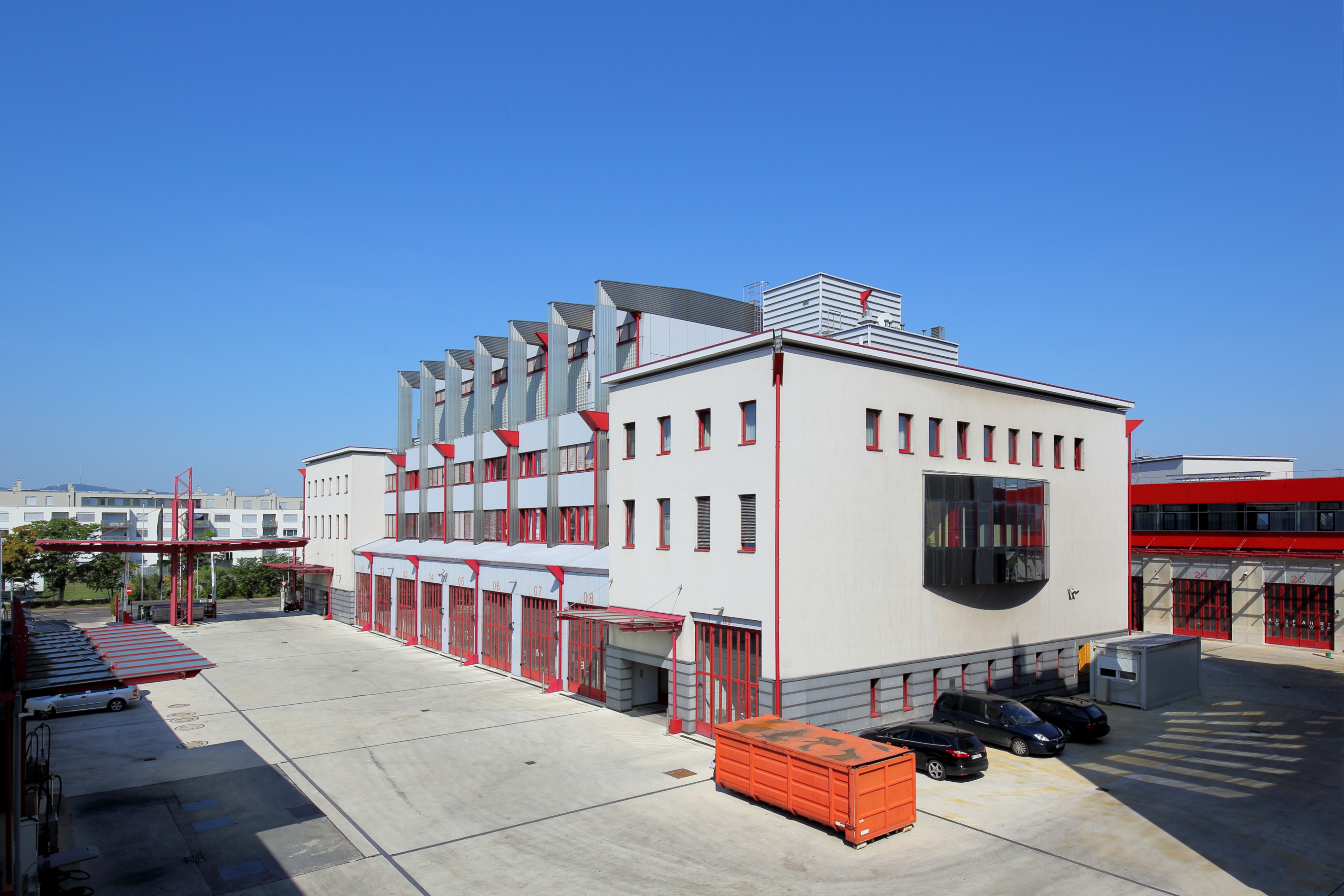
Hauptfeuerwache Floridsdorf

Wurde bisher die Ausbildung, wie es bei anderen Feuerwehren nicht üblich ist, während der Einsatzzeit auf einer Feuerwache durchgeführt, wurde 2012 mit einer Umstrukturierung begonnen. Die Angehörigen von den beiden Freiwilligen Feuerwehren Süßenbrunn und Breitenlee wurden ebenfalls von der Berufsfeuerwehr bzw. vom Katastrophenhilfsdienst Wien ausgebildet. Im Zuge dieser Umstrukturierungen wurde am Standort der Hauptfeuerwache Floridsdorf (als Teil der Wiener Berufsfeuerwehr) eine Feuerwehrschule errichtet, die am 28. September 2015 offiziell eröffnet wurde. Pro Jahr sollen dort rund 60 Personen die Grundausbildung absolvieren und 150 Feuerwehrleute weiterführende Kurse belegen. Als betriebliche Besonderheit wurde dort zu Übungszwecken auch ein eigener U-Bahnsteig mit Gleisen und Zug aufgebaut.
Ferner sollen 1600 Plätze für Brandhaus- und Körperschutzfortbildungen angeboten werden. Der Probebetrieb wurde bereits im Jahr 2012 aufgenommen.